# محمد عزيز العرفج
محمد عزيز العرفج (15 أكتوبر 1980) أديب وكاتب وشاعر وصحفي سعودي.

## مولده
ولد ونشأ في مدينة الرياض بعد انتقال والده بفترة طويلة من خب المريدسية إحدى القرى المجاورة لمدينة بريدة بمنطقة القصيم شمال نجد، وزواجه من والدته التي تنتمي إلى قبيلة بنو الأسمر في عسير جنوب المملكة العربية السعودية .

## نبذه
كان والده المنحدر من أسرة ريفية تهتم بالزراعة مفتشاً ومستشاراً في وزارة الداخلية السعودية بعد أن أكمل تعليمه الجامعي في كلية الشريعة بالرياض، وشاعراً شعبياً، وسارداً للحكايات الشفاهية، وحافظاً المطوّلات ، ونوادر العرب، وعاشقاً للتاريخ، بينما كانت والدته المنحدرة هي أيضاً من بيئة جبلية تهتم بالزراعة كذلك، هاوية لجمع التراث غير المادي، وقول الشعر الشعبي.
الكاتب محمد العرفج باحث في الشعر النبطي والشعر الحميني والشعر الحوراني الموروث الشعبي والشعر الشعبي في الوطن العربي وهو ايضاً قاص وروائي ، ويكتب في جريدة الرياض بالخصوص وفي العديد من الصحف العربية والعالمية وصدر له العديد من المؤلفات والروايات والكتب . من ابرزها رواية الدور الأعلى وكتاب الموروث الشعبي في السرد العربي .
في عام 2003 م انتقل من مدينة الرياض إلى مدينه عدن في اليمن للعمل في السلك الدبلوماسي لعدّة سنوات وارتبط اسمه كثيرا بالمشهد الثقافي اليمني من خلال عمله لسنوات فيها استطاع خلالها أن يقترب من التراث والأدب اليمني وقد تبلور ذلك على شكل عشرات الدراسات التي كتبها عن الأدب اليمني والشعر الحميني على وجه الخصوص وصدرت له رواية بعنوان الدور الأعلى طبعت في بيروت تدور أحداثها في البيئة اليمنية وفي اليمن كانت له اسهامات في العلاقات الحمينية النبطية بين الشعر الحميني والشعر النبطي كما يعدّ أول من اكتشف الموطن الأصلي لبني هلال أصحاب السيرة الهلالية 
ثم قدم استقالته من العمل في السلك الدبلوماسي السعودي وعاد إلى الرياض ليكون عضواً في النادي الأدبي بالرياض  ،وقد أقام بمدينة شيكاغو بالولايات المتحدة الأميركية ، وأسس هناك ملتقى الروح الثقافي قبل أن يعود مرة أخرى إلى الرياض ويستقر فيها.

## مؤلفاته
في الشعر:-
- الفصول - ديوان شعر حر- الرياض (2016).
- أرياف نجد - ديوان شعر نبطي - جدة (2020).
- أرض اليمن - ديوان شعر حميني.

في القصة القصيرة:-
- متاعب الأربعاء – بيروت (2016).
- وعادت بعد غياب - الرياض (2018).
- رعشات بين البكاء والرعب - بيروت (2018).
- قطعة من الثلج - بيروت - 2019.

في الرواية:-
- رواية الدور الأعلى - بيروت (2011) [9]

في أدب وفنون الطفل:-
- سقط اللوى - رواية للفتيان - الرياض (2017).
- سلسلة ريشة الطفل (قسمين): الكتاب الخاص - عدّة أجزاء/ الكتاب المشترك - عدّة أجزاء.

في ثقافة وفنون المرأة:-
أحاسيس امرأة (جزأين):
- الجزء الأول - الآداب (بواكير ، شاعرات ، قراءات ، حوارات) الطبعة الأولى الكويت (2016).[10] الطبعة الثانية جدة (2020).
- الجزء الثاني - الفنون (تشكيل ، نحت ، أوروجامي) جدة (2020).

في أدب الرسائل:-
- من علي صالح إلى السيد ترمب - القاهرة (2020).
- لمن تترك ابنك يا أبي؟ - جدة (2020).

في الدراسات الأدبية والفكرية:-
- الموروث الشعبي في السرد العربي - الرياض (2013) .[11][12]
- ربان مباحث الفنون الشعبية في الخليج العربي – الرياض (2014)[13]
- جذور الشعر النبطي (في فن الترنيم والأوزان وتأصيل الشعر النبطي ومراحل تطوّره وتأثره بالحميني والمدرسة الصوفية) تقديم الدكتور عبد العزيز المقالح – أبو ظبي (2015).[14]
- خرافات الصحوة الإسلامية 1979-2017م قراءات فكرية/ حكايات شعبية – القاهرة (2019).
- الحكاية الشعبية والشعر الشفاهي في المسرح والقصة القصيرة والرواية – القاهرة (2019).

في المشاركات:-
- سلطان الطرب والرحيل الصعب - مجموعة من الكتّاب العرب – عدن (2013).[15]
- عبد الكريم الجهيمان .. أصداء الرحيل - مجموعة من الكتّاب السعوديين– الرياض (2014).[16]
- سرديات خالد اليوسف - مجموعة من الكتاب العرب - الباحة (2020).